# Chastel, Haute-Loire
Chastel är en kommun i departementet Haute-Loire i regionen Auvergne-Rhône-Alpes i centrala Frankrike. Kommunen ligger i kantonen Pinols som tillhör arrondissementet Brioude. År 2022 hade Chastel 116 invånare.

## Befolkningsutveckling
Antalet invånare i kommunen Chastel
| Referens: INSEE |